# Área metropolitana de Spartanburg
El Área Estadística Metropolitana de Spartanburg, SC MSA , como la denomina la Oficina de Administración y Presupuesto, es un Área Estadística Metropolitana centrada en la ciudad de Spartanburg, estado de Carolina del Sur, en  Estados Unidos,  que solo abarca el condado homónimo. Su población según el censo de 2010 es de 284.307 habitantes.

## Área Estadística Metropolitana Combinada
El área metropolitana de Spartanburg es parte del Área Estadística Metropolitana Combinada de Greenville-Spartanburg-Anderson, SC CSA junto con:
- El Área Estadística Metropolitana de Greenville-Mauldin-Easley, SC MSA;
- El Área Estadística Metropolitana de Anderson, SC MSA;
- El Área Estadística Micropolitana de Gaffney, SC µSA;
- El Área Estadística Micropolitana de Seneca, SC µSA; y
- El Área Estadística Micropolitana de Union, UT µSA;

totalizando 1.266.995 habitantes en un área de 13.452 km².

## Comunidades
Comunidades incorporadas
- Campobello
- Central Pacolet
- Chesnee (parcialmente)
- Cowpens
- Duncan
- Greer (parcialmente)
- Inman
- Landrum
- Lyman
- Pacolet
- Reidville
- Spartanburg (ciudad principal)
- Wellford
- Woodruff

Comunidades no incorporadas
- Arcadia
- Boiling Springs
- Clifton
- Converse
- Cross Anchor
- Enoree
- Fairforest
- Fingerville
- Glendale
- Glenn Springs
- Gramling
- Inman Mills
- Mayo
- Moore
- Pauline
- Roebuck
- Saxon
- Southern Shops
- Startex
- Switzer
- Una
- Valley Falls
- White Stone